# ليزابيث سكوت
ليزابيث سكوت (بالإنجليزية: Lizabeth Scott)‏ (و. 1922 – 2015 م) هي ممثلة، ومغنية، وعارضة، وممثلة مسرحية، وممثلة أفلام، وممثلة تلفزيونية من الولايات المتحدة الأمريكية . ولدت في سكرانتون .
وهي عضوة في الحزب الجمهوري .
توفيت في لوس أنجلوس .

## روابط خارجية
- ليزابيث سكوت على موقع IMDb (الإنجليزية)
- ليزابيث سكوت على موقع الموسوعة البريطانية (الإنجليزية)
- ليزابيث سكوت على موقع ألو سيني (الفرنسية)
- ليزابيث سكوت على موقع ميوزك برينز (الإنجليزية)
- ليزابيث سكوت على موقع أول موفي (الإنجليزية)
- ليزابيث سكوت على موقع قاعدة بيانات برودواي على الإنترنت (الإنجليزية)
- ليزابيث سكوت على موقع قاعدة بيانات برودواي على الإنترنت (الإنجليزية)
- ليزابيث سكوت على موقع قاعدة بيانات برودواي على الإنترنت (الإنجليزية)
- ليزابيث سكوت على موقع قاعدة بيانات الأفلام السويدية (السويدية)
- ليزابيث سكوت على موقع إن إن دي بي (الإنجليزية)